# لوئیس کارلوس پریا
لوئیس کارلوس پریا (اسپانیایی: Luis Carlos Perea‎؛ زادهٔ ۲۹ دسامبر ۱۹۶۳) بازیکن فوتبال اهل کلمبیا بود.
از باشگاه‌هایی که در آن بازی کرده‌است می‌توان به باشگاه فوتبال اتلتیکو ناسیونال و باشگاه ورزشی اتلتیکو جونیور اشاره کرد.
وی همچنین در تیم ملی فوتبال کلمبیا بازی کرده‌است.